# لارس لانثي
لارس لانثي (بالدنماركية: Lars Ranthe)‏ هو ممثل دانمركي، ولد في 26 أغسطس 1969 في الدنمارك.

## أعمال

### أفلام
- (2012) الصيد[4]

## وصلات خارجية
- لارس لانثي على موقع IMDb (الإنجليزية)
- لارس لانثي على موقع قاعدة بيانات الأفلام العربية
- لارس لانثي على موقع ألو سيني (الفرنسية)
- لارس لانثي على موقع أول موفي (الإنجليزية)
- لارس لانثي على موقع قاعدة بيانات الأفلام السويدية (السويدية)
- لارس لانثي على موقع قاعدة بيانات الفيلم (الإنجليزية)
- لارس لانثي على موقع كينوبويسك (الروسية)